# Plens de gràcia
Plens de gràcia (títol original en castellà, Llenos de gracia) és una pel·lícula espanyola de comèdia de l'any 2022 dirigida per Roberto Bueso i amb Carmen Machi com a principal protagonista. La pel·lícula està inspirada en fets reals, narrats al llibre La revolución emocional (2019), d'Inma Puig. S'ha doblat al valencià per a À Punt.

## Argument
Marina (Carmen Machi), una monja molt atípica, arriba l'estiu del 1994 a El Parral, un col·legi amenaçat de tancament. Tot i que els interns, nois sense família, la reben amb diverses bretolades, la Marina té una idea que canviarà tot: formar un equip de futbol. Amb l'ajuda de dues monges: l'Angelines (Paula Usero), innocent i fràgil, i la Tatiana (Anis Doroftei), bruta i bondadosa, crearà una cosa semblant a una família de debò. Anys més tard, en Valdo (Dairon Tallon), un dels nois, debutarà al primer equip del Reial Madrid.

## Repartiment
- Carmen Machi com la germana Marina
- Paula Usero com la germana Angelines
- Pablo Chiapella com a Rafa
- Manolo Solo com a Vicario
- Nuria González com a Julia
- Anis Doroftei com la germana Tatiana
- Dairon Tallon com a Valdo
- Adrián López com a Sebas
- Pau Márquez com a Bichi
- Adrián Marín com a Rachid
- Diego Neira com a Jasón
- Diego Muñoz com a Tomás
- Divine Ogbebor com a Ebaué
- Víctor Pons com a Dimitri
- Álex Boquizo com a Walter
- Rubén Pons com a Iván
- Nacho Blat com a Gambita
- Neus Agulló com la germana Josefa
- Carme Capdet com la germana Lourdes

## Estrena
La pel·lícula va ser distribuïda per Paramount Pictures i es va preestrenar al Festival de Cinema de Màlaga per després tenir la seva estrena oficial en cinemes el 24 de maig de 2022.